# باميلا ميلر
باميلا ميلر (بالإنجليزية: Pamela Des Barres)‏ (و. 1948 – م) هي ممثلة، وكاتِبة، وممثلة أفلام، من الولايات المتحدة الأمريكية.

## وصلات خارجية
- باميلا ميلر على موقع IMDb (الإنجليزية)
- باميلا ميلر على موقع ميوزك برينز (الإنجليزية)
- باميلا ميلر على موقع أول موفي (الإنجليزية)
- باميلا ميلر على موقع قاعدة بيانات الأفلام السويدية (السويدية)
- باميلا ميلر على موقع إن إن دي بي (الإنجليزية)
- باميلا ميلر على موقع أول ميوزيك (الإنجليزية)
- باميلا ميلر على موقع ديسكوغز (الإنجليزية)
- باميلا ميلر على موقع قاعدة بيانات الفيلم (الإنجليزية)
- باميلا ميلر على موقع كينوبويسك (الروسية)